# Phân họ Mận mơ
Phân họ Mận mơ (danh pháp khoa học: Prunoideae, hay Amygdaloideae) là một phân họ thực vật có hoa chứa các chi Prunus và Prinsepia. Phân họ này thuộc về họ Hoa hồng (Rosaceae) nhưng đôi khi cũng được coi là một họ riêng rẽ với danh pháp Prunaceae/(Amygdalaceae). Các thành viên có tầm quan trọng thương mại trong phân họ này bao gồm mận, anh đào, mơ Armenia, mơ mai, đào, hạnh đào.
Quả của các loại cây này là quả hạch hay quả có hột, trong đó mỗi quả chứa một hạt vỏ cứng, gọi là hạch hay hột.

## Phân loại
Phân loại của nhóm này trong phạm vi họ Rosaceae cho tới nay vẫn chưa rõ ràng. Người ta thông báo rằng rằng Prunoideae chứa hai nhánh, nhánh một gồm Prunus + Maddenia và nhánh hai gồm Exochorda + Oemleria + Prinsepia. Xử lý tiếp theo chỉ ra rằng Exochorda + Oemleria + Prinsepia là hơi tách biệt khỏi nhánh Prunus + Maddenia + Pygeum, và rằng, giống như phân họ Maloideae, tất cả các chi này dường như là tốt nhất nên được coi là một phần của phân họ Spiraeoideae mở rộng. Với phân loại như vậy thì chi Prunus được coi là bao gồm các đoạn/chi Armeniaca, Cerasus, Amygdalus, Padus, Laurocerasus, Pygeum và Maddenia.
Trong phân loại của Potter D. và ctv. (2007) thì họ không công nhận phân họ này nữa, mà chỉ đưa chi Prunus (bao gồm cả Amygdalus, Armeniaca, Cerasus, Laurocerasus, Maddenia, Padus, Pygeum) vào tông Amygdaleae, trong khi chi Prinsepia cùng Exochorda, Oemleria được xếp trong tông Osmaronieae. Chúng đều thuộc về phân họ Spiraeoideae.
Phân loại gần đây đặt các chi sau đây trong phân họ này:
- Adenostoma
- Amelanchier
- Aria here considered a subgenus of Sorbus
- Aronia
- Aruncus
- Chaenomeles
- Chamaebatiaria
- Chamaemeles
- Chamaemespilus here considered a subgenus of Sorbus
- Coleogyne
- Cormus here considered a subgenus of Sorbus
- Cotoneaster
- Crataegus
- Cydonia
- Dichotomanthes
- Docynia
- Docyniopsis
- Eriobotrya
- Eriolobus
- Exochorda
- Gillenia
- Hesperomeles
- Heteromeles
- Holodiscus
- Kageneckia
- Kelseya
- Kerria
- Lindleya
- Luetkea
- Lyonothamnus
- Malacomeles
- Malus
- Mespilus
- Neillia
- Neviusia
- Oemleria
- Osteomeles
- Peraphyllum
- Petrophyton
- Photinia
- Physocarpus
- Prinsepia
- Prunus
- Pseudocydonia
- Pyracantha
- Pyrus
- Rhaphiolepis
- Rhodotypos
- Sibiraea
- Sorbaria
- Sorbus
- Spiraea
- Spiraeanthus
- †Stonebergia (Early Eocene; Allenby Formation, Canada)[4]
- Stranvaesia
- Torminalis here considered as Sorbus subgenus Torminaria
- Vauquelinia
- Xerospiraea

## Hình ảnh

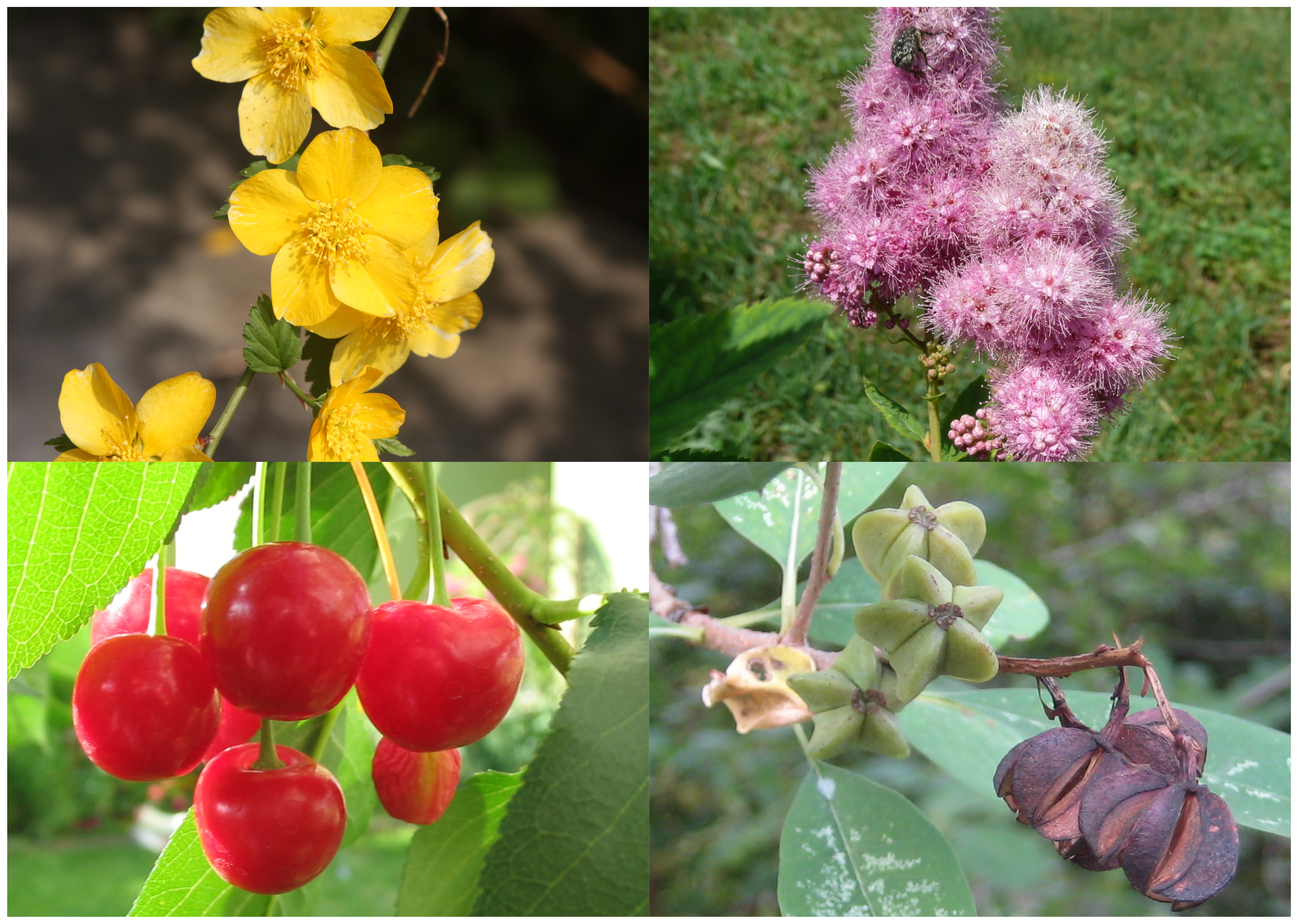
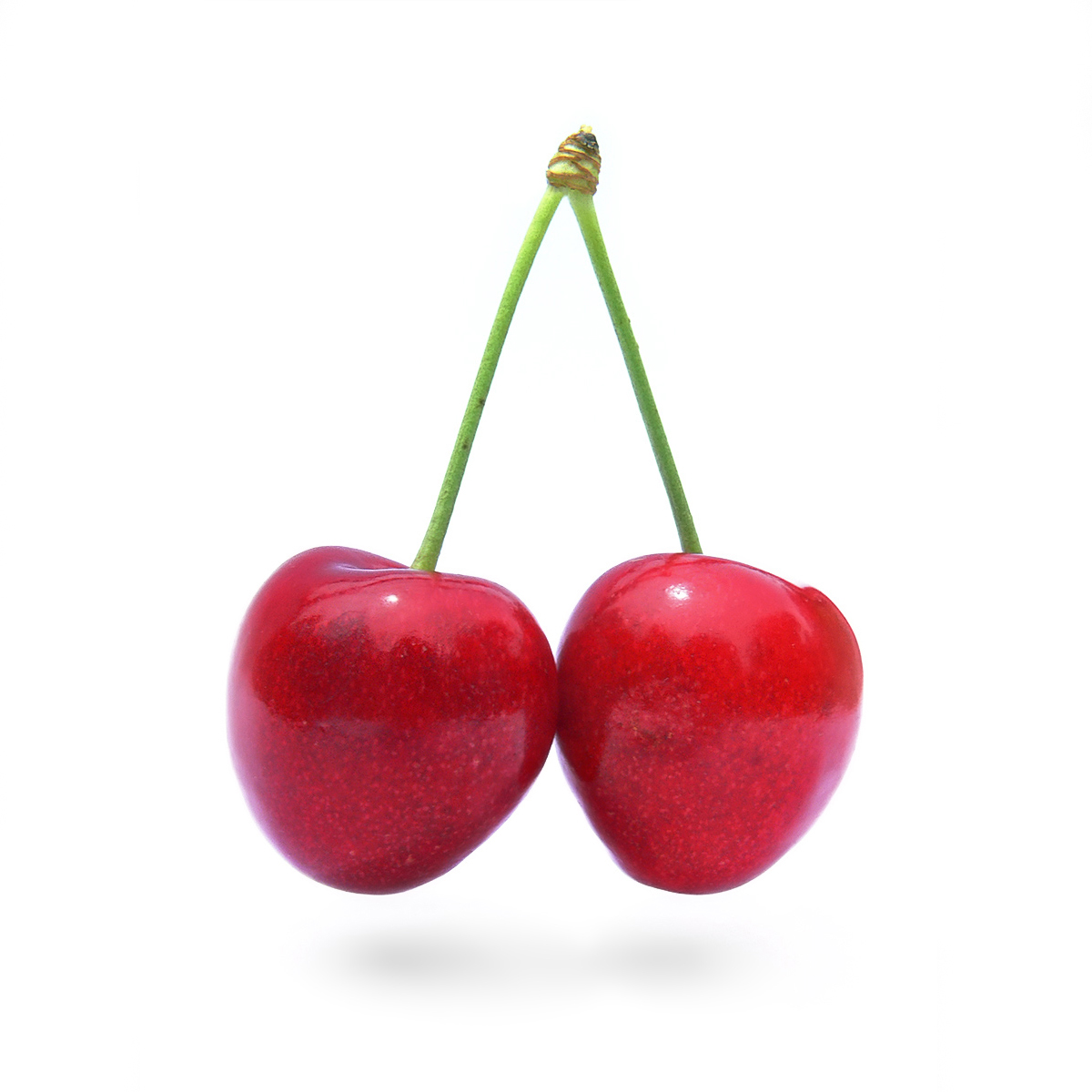
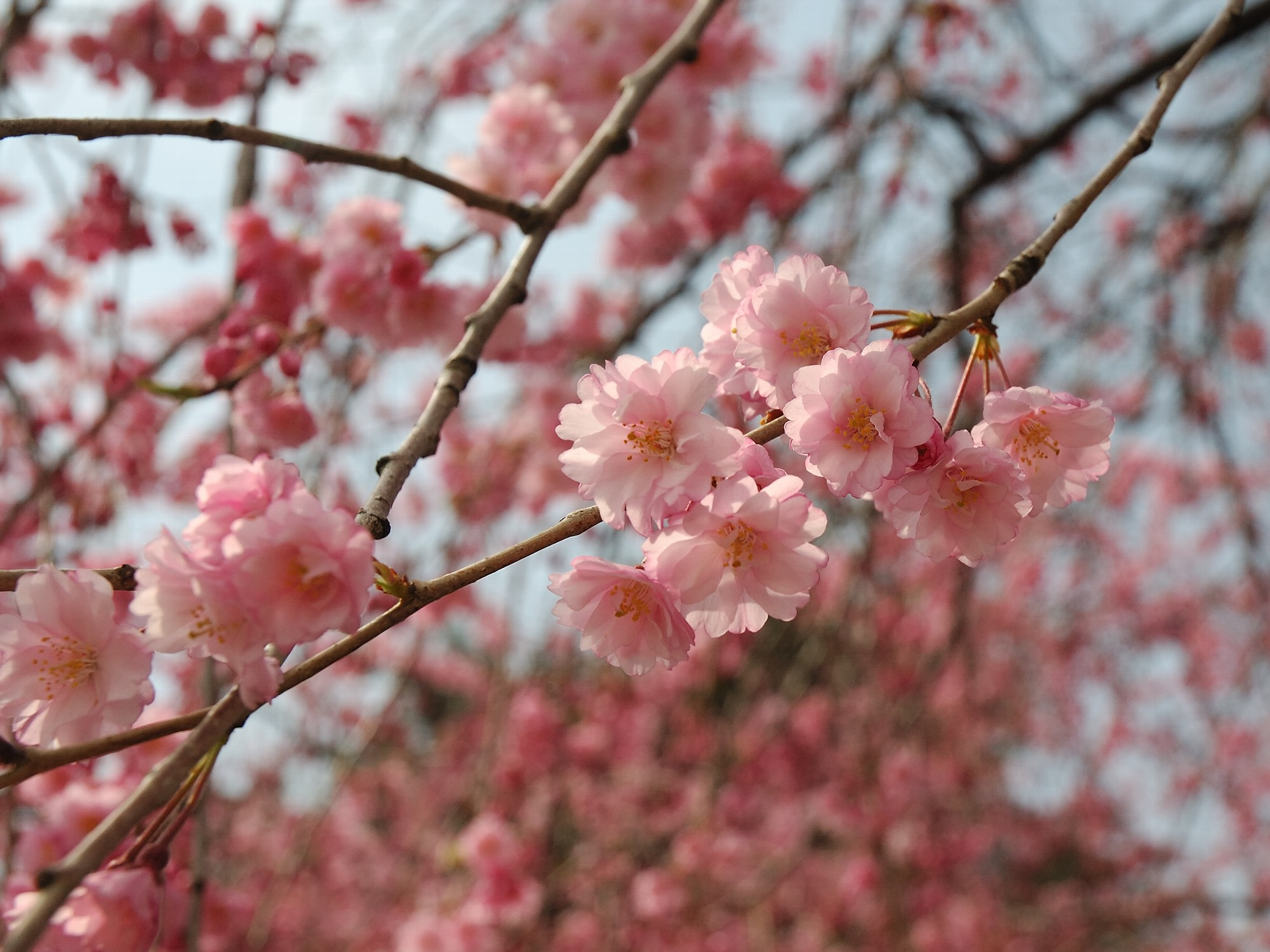